# Epione

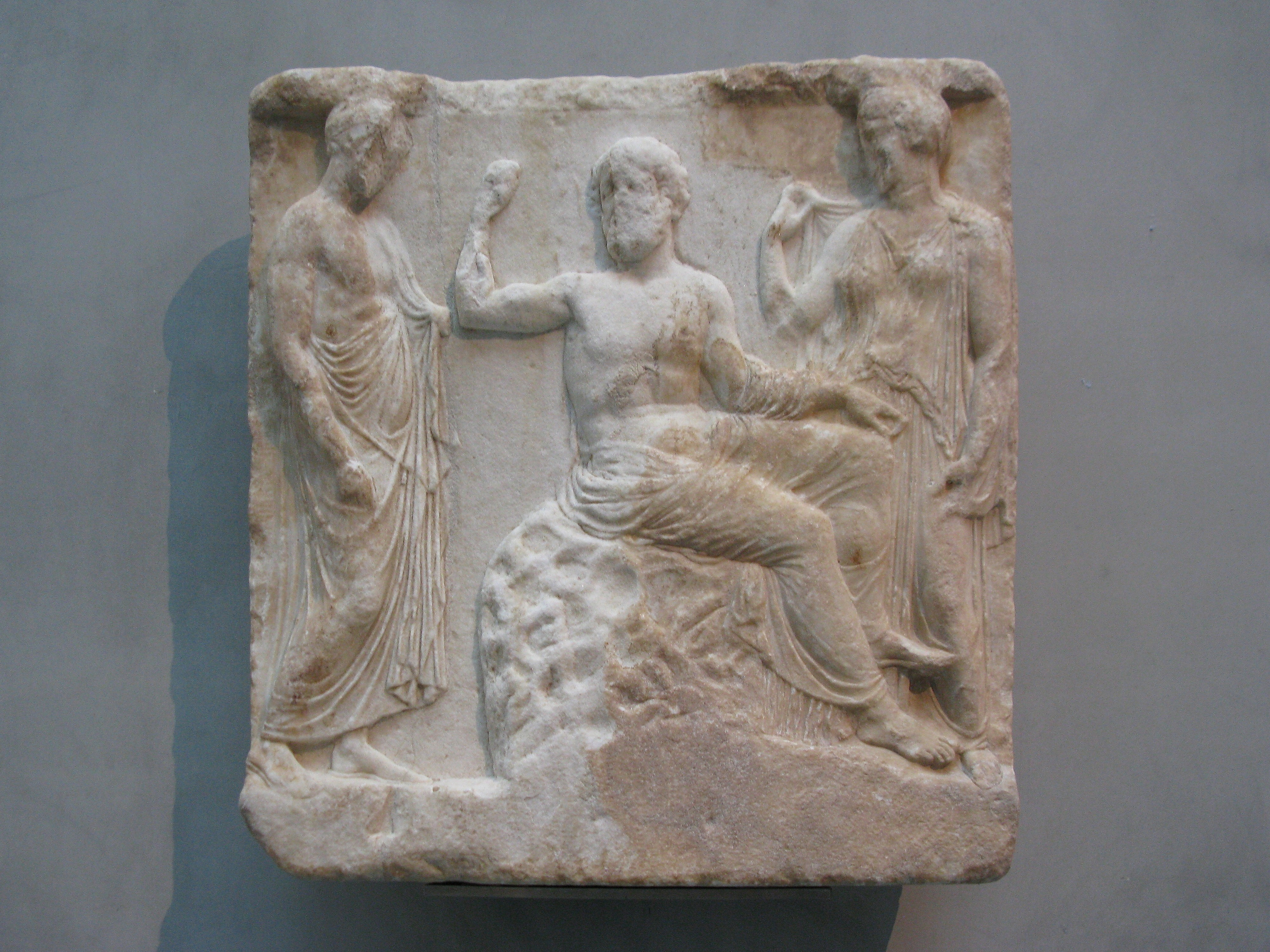
Asklepios zwischen einem Mann und Epione (rechts).

Epione (altgriechisch Ἠπιόνη Ēpiónē) ist in der griechischen Mythologie die Göttin für das Lindern des Schmerzes und die Gattin des Gottes Asklepios.
Sie hatten zwei Söhne, Machaon und Podaleirios, und fünf Töchter, Panakeia, Hygieia, Akeso, Iaso und Aigle. In der Spätzeit wurden auch Telesphoros und Meditrina als ihre Kinder angesehen.
Ihre Statue aus Parischem Marmor stand im heiligen Bezirk von Epidauros neben der von Asklepios. Eine weitere Statue stand im heiligen Hain des Heiligtums. Sie wird gelegentlich als Tochter des Merops, des Königs von Kos, bezeichnet.